# Потоцкий, Михаил
Михаил Потоцкий (ок. 1660 — 2 декабря 1749) — государственный деятель Речи Посполитой, писарь польный коронный (с 1686 года), маршалок Коронного Трибунала (1696, 1722), воевода волынский (1726—1749), староста красноставский.

## Биография
Представитель знатного польского магнатского рода Потоцких герба «Пилява». Старший сын гетмана великого коронного Феликса Казимира Потоцкого (1630—1702) и Криштины Любомирской (ум. 1669).
В 1686 году получил должность писаря польного коронного. В 1696 и 1722 годах дважды избирался маршалком Коронного Трибунала в Люблине. В 1726 году получил должность воеводы волынского.
В 1715 году — член Тарногродской конфедерации, в 1718 году был избран послом на сейм. Был противником диссидентов. Будучи сторонником Станислава Лещинского, командовал его войском в борьбе против Сандомирской конфедерации. В 1734 году был избран маршалком Волынского воеводства в Дзиковской конфедерации.
От имени польского короля Станислава Лещинского ездил с посольствами в Швецию и Турцию. Затем несколько лет провёл в изгнании, затем вместе с Юзефом Потоцким возглавлял дом Потоцких, был политическим противником партии Чарторыйских.
В 1749 году Михаил Потоцкий был похоронен в капуцинском костёле в Сендзишуве-Малопольском.

## Семья
Был дважды женат. В 1689 году первым браком женился на Софии Аниеле Чарнецкой (ум. 1723), от брака с которой имел двух сыновей:
- Франтишек Ксаверий Потоцкий (ум. 1731), староста сокальский
- Феликс Потоцкий (ум. 1766), староста слонский и красноставский

В 1723 году вторично женился на княжне Марциане Огинской (1713—1766), дочери каштеляна и воеводы витебского, князя Мартиана Михаила Огинского (1672—1750) и Терезы Бжостовской (ум. 1721). Дети:
- Антоний Потоцкий (ум. ок. 1782), полковник французской армии, староста львовский, галицкий и блонский
- Пётр Потоцкий (ум. после 1794), каштелян любельский, староста конарский
- Кристина Потоцкая, жена Томаша Фирлея Конарского
- Тереза Потоцкая, 1-й муж воевода минский Юзеф Ежи Гильзен (1736—1786), 2-й муж гетман великий литовский Шимон Коссаковский (1741—1794)
- Анна Потоцкая, жена хорунжего надворного коронного Адама Мнишека